# Adrianus Turnebus
Adrien Turnèbe o Tournebeuf, noto come Adrianus Turnebus (Les Andelys, 1512 – Parigi, 12 giugno 1565) è stato un umanista, filologo e filosofo francese.

## Biografia
Turnebus, che era nato in Normandia all'età di 12 anni fu mandato a Parigi a studiare. Qui si pose in evidenza per le sue capacità. Dopo aver ottenuto il posto di professore di belles-lettres all'Università di Tolosa, nel 1547 fu chiamato a Parigi, per sostituire Jacques Toussain (Jacobus Tossanus), che era appena morto, al College Royal. In un primo momento ricoprì la cattedra di greco antico, e in seguito quella di filosofia greca e latina. Le sue lezioni attirarono un gran numero di ascoltatori e Turnèbe ebbe molti allievi illustri, tra i quali Henri Estienne, Wilhelmus Lindanus e Gilbert Génébrard. Nel 1562 divenne professore di filosofia greca.
Nel 1552 fu incaricato della pubblicazione di libri greci per le edizioni reali, attività in cui fu assistito dal suo amico, Guillaume Morel. Joseph Justus Scaliger fu un suo allievo. Morì di tubercolosi.
Montaigne scrisse che "Adrianus Turnebus sçavoit plus et sçavoit mieux ce qu'il sçavoit, que homme qui fut de son siecle, ny loing au delà" (Conobbe più e meglio, ciò che conobbe, di ogni uomo del suo tempo e dei tempi precedenti).
Era il padre di Odet de Turnèbe.

## Opere
I suoi lavori sono principalmente costituiti da dissertazioni filologiche e commenti su Eschilo, Sofocle, Teofrasto, Filone di Alessandria e parti di Cicerone, nonché da traduzioni di autori greci in latino e francese.
Il figlio Étienne pubblicò le sue opere complete in tre volumi (Strassburg, 1600) e il figlio Adrien pubblicò i suoi Adversaria, contenenti spiegazioni e correzioni di numerosi passaggi di autori classici.